# Ernesto Civardi
Ernesto Civardi (Fossarmato, 21 ottobre 1906 – Roma, 28 novembre 1989) è stato un cardinale e arcivescovo cattolico italiano.

## Biografia
Ernesto Civardi nacque il 21 ottobre 1906 a Fossarmato, a quel tempo comune indipendente in provincia e diocesi di Pavia, nell'allora Regno d'Italia; proveniva da una famiglia molto religiosa e numerosa, tra i quali è da ricordare il fratello maggiore Luigi (1886 – 1971), vescovo titolare di Tespia e canonico di San Pietro in Vaticano.

### Formazione e ministero sacerdotale
Dopo aver ricevuto la formazione primaria e secondaria, sentendo maturare la vocazione al sacerdozio, si iscrisse al Seminario diocesano di Pavia, dove studiò filosofia e teologia; terminato il percorso, ricevette l'ordinazione sacerdotale il 29 giugno 1930, all'età di ventitré anni, incardinandosi come presbitero della diocesi di Pavia.
Viste le sue buone capacità, poco dopo venne inviato a Roma, dove finirà per rimanere tutta la vita: qui passò il successivo biennio a frequentare al contempo la Pontificia Università Gregoriana, conseguendo il dottorato in diritto canonico, e lo Studio rotale presso il Tribunale della Rota Romana, ottenendo il titolo di avvocato rotale. Nel 1932 venne nominato vicerettore del Pontificio seminario lombardo, ufficio che ricoprì per i successivi due anni.
Nel 1934 iniziò il ministero pastorale nella parrocchia di Santa Maria Regina Pacis a Monteverde, dove sarebbe rimasto per diciannove anni, compresi quelli difficili della Seconda guerra mondiale e del dopoguerra, ricoprendo anche l'incarico di assistente della sezione locale delle Associazioni Cristiane Lavoratori Italiani (ACLI), nonché di confessore e direttore spirituale presso diverse comunità di religiose; inoltre, aveva iniziato a lavorare presso la Congregazione concistoriale, il dicastero competente su tutto ciò che riguardava le diocesi ed i vescovi, esclusi i territori di missione. Il 15 luglio 1950 papa Pio XII gli conferì il titolo onorifico di Prelato domestico di Sua Santità.

### Servizio in Curia romana
Venne chiamato stabilmente in Curia romana nel 1953, quando fu nominato commissario della Congregazione per la disciplina dei sacramenti, che si occupava di tutto ciò che riguardava la liturgia ed i Sacramenti della Chiesa latina, e promotore di giustizia presso il Tribunale della Città del Vaticano, assumendo pure il ruolo fisso di sostituto presso la Congregazione concistoriale. A questi incarichi, il 18 novembre 1958 si aggiunse quello di referendario del Supremo tribunale della Segnatura apostolica, che provvedeva all'amministrazione della giustizia nella Chiesa, in seno al quale venne promosso prelato votante il 10 ottobre 1962.
Prestò poi servizio come perito, ovvero esperto teologico, durante il Concilio Vaticano II, tra il 1962 ed il 1965, divenendo persino confessore di papa Giovanni XXIII. Sempre nel 1965 divenne per un biennio consultore della Congregazione di propaganda fide, che si occupava di tutto ciò che riguardava le terre di missione, e venne promosso anche sottosegretario della Congregazione concistoriale.

#### Episcopato
Il 17 maggio 1967 papa Paolo VI lo nominò, sessantenne, segretario della Congregazione concistoriale; succedette al futuro cardinale Francesco Carpino, che era stato nominato pro-prefetto della Congregazione per la disciplina dei sacramenti il 7 aprile precedente. Inoltre, il 26 giugno venne elevato alla dignità episcopale, con l'assegnazione della sede arcivescovile titolare di Sardica.
Ricevette la consacrazione episcopale il 16 luglio seguente, nella basilica di San Pietro in Vaticano, per imposizione delle mani dello stesso pontefice, avendo come co-consacranti Augusto Gianfranceschi, vescovo di Cesena, ed il futuro cardinale Jacques-Paul Martin, vescovo titolare di Neapoli di Palestina ed organizzatore dei viaggi papali; durante la cerimonia, presente anche suo fratello Luigi, vennero consacrati anche i futuri cardinali Loris Francesco Capovilla ed Agostino Casaroli, nonché gli arcivescovi Antonio Mauro ed Amelio Poggi. Lo stesso giorno dell'ordinazione divenne pure segretario del Collegio cardinalizio, incarico storicamente legato al ruolo di segretario della Congregazione concistoriale, prendendo anche qui il posto del cardinale Carpino.
Il 15 agosto dello stesso anno, con la promulgazione della costituzione apostolica Regimini Ecclesiae universae da parte del papa, la Curia romana venne riformata e il dicastero mutò nome in Congregazione per i vescovi; all'interno di essa, Civardi era il secondo funzionario più importante, servendo sotto la direzione dei cardinali prefetti Carlo Confalonieri e Sebastiano Baggio nei dodici anni successivi. In tale veste, nel gennaio 1968 si recò dal cardinale Giacomo Lercaro, tra gli esponenti più progressisti della Chiesa italiana, e lo informò che il papa aveva accettato la sua rinuncia dall'ufficio di arcivescovo metropolita di Bologna, ufficialmente per motivi d'età e salute: in realtà le sue dimissioni erano state inizialmente respinte, ma i suoi tentativi di dialogo con i comunisti e la sua condanna della guerra del Vietnam avevano provocato una frattura interna alla Curia romana ed intimorito il papa.
Come segretario del Collegio cardinalizio, ebbe un ruolo attivo nei conclavi dell'agosto e dell'ottobre 1978, anche se, non essendo ancora cardinale, non poteva votare. Quando il segretario particolare del neoeletto papa Giovanni Paolo I, don Diego Lorenzi, entrò accidentalmente nel Palazzo Apostolico mentre era ancora sigillato per il conclave e incontrò Civardi, quest'ultimo disse scherzosamente: "Ti rendi conto che sei scomunicato?". Lorenzi, piuttosto estraneo al protocollo vaticano, rispose: "Se lo sono, il papa mi ripristinerà nella Comunione dei santi".

### Cardinalato
Il 26 maggio 1979 papa Giovanni Paolo II annunciò la sua creazione a cardinale nel concistoro del 30 giugno seguente, il primo del suo pontificato, all'età di settantadue anni; tradizionalmente il segretario del Collegio cardinalizio riceveva quasi sempre la porpora. Durante la cerimonia gli sono stati conferiti la berretta, l'anello cardinalizio e la diaconia di San Teodoro, vacante dal 16 settembre 1973, giorno della morte del cardinale scozzese William Theodore Heard, decano emerito del Tribunale della Rota Romana. In seguito prese possesso della sua diaconia.
Lo stesso giorno del concistoro si dimise da ambedue i suoi incarichi, andando in pensione; il 15 ottobre successivo gli succederà il brasiliano Lucas Moreira Neves, O.P., fino ad allora vicepresidente del Pontificio consiglio per i laici ed anch'egli futuro cardinale. Dal 5 al 9 novembre dello stesso anno partecipò alla prima assemblea plenaria del Collegio cardinalizio, svoltasi nella Città del Vaticano. È stato, inoltre, autore di numerose pubblicazioni.
In occasione del 50º anniversario della sua ordinazione sacerdotale, il 16 giugno 1980 il papa gli indirizzò una lettera in cui si complimentava con lui per il traguardo e lo ringraziava per la "distinta abilità e speciale bontà" con i quali rese servizio alla Sede apostolica, evidenziando tra le sue doti "l'insigne pietà verso Dio, l'acuta comprensione degli uomini, la grandissima esperienza delle cose", nonché "la venerazione e l'ossequio" per la Chiesa, motivi per i quali ricevette la porpora.
Il 21 ottobre 1986, al compimento dell'ottantesimo genetliaco, perse il diritto di entrare in conclave e cessò di essere membro dei dicasteri della Curia romana, in conformità all'art. II § 1-2 del motu proprio Ingravescentem Aetatem, pubblicato da papa Paolo VI il 21 novembre 1970.
Morì il 28 novembre 1989 a Roma, al termine di una lunga malattia, all'età di ottantatré anni. I solenni funerali vennero celebrati due giorni dopo, il 30 novembre, presso l'altare della Cattedra nella basilica di San Pietro in Vaticano, da papa Giovanni Paolo II; terminate le esequie, la salma venne sepolta nella cappella della "Confraternita dei Lombardi" presso il cimitero del Verano, sempre a Roma.

## Genealogia episcopale
La genealogia episcopale è:
- Cardinale Scipione Rebiba
- Cardinale Giulio Antonio Santori
- Cardinale Girolamo Bernerio, O.P.
- Arcivescovo Galeazzo Sanvitale
- Cardinale Ludovico Ludovisi
- Cardinale Luigi Caetani
- Cardinale Ulderico Carpegna
- Cardinale Paluzzo Paluzzi Altieri degli Albertoni
- Papa Benedetto XIII
- Papa Benedetto XIV
- Papa Clemente XIII
- Cardinale Marcantonio Colonna
- Cardinale Giacinto Sigismondo Gerdil, B.
- Cardinale Giulio Maria della Somaglia
- Cardinale Carlo Odescalchi, S.I.
- Cardinale Costantino Patrizi Naro
- Cardinale Lucido Maria Parocchi
- Papa Pio X
- Papa Benedetto XV
- Papa Pio XII
- Cardinale Eugène Tisserant
- Papa Paolo VI
- Cardinale Ernesto Civardi